# ناحیه باون، میشیگان
ناحیه باون (به انگلیسی: Bowne Township) یک منطقهٔ مسکونی در ایالات متحده آمریکا است که در شهرستان کنت، میشیگان واقع شده‌است.
 ناحیه باون ۹۳٫۳ کیلومتر مربع مساحت و ۳٬۰۸۴ نفر جمعیت دارد و ۲۴۷ متر بالاتر از سطح دریا واقع شده‌است.